# Чилтон (Техас)
Чилтон (англ. Chilton) — переписна місцевість (CDP) в США, в окрузі Фоллз штату Техас. Населення — 776 осіб (2020).

## Географія
Чилтон розташований за координатами 31°17′10″ пн. ш. 97°3′37″ зх. д. / 31.28611° пн. ш. 97.06028° зх. д. (31.286037, -97.060402).  За даними Бюро перепису населення США в 2010 році переписна місцевість мала площу 10,29 км², з яких 10,23 км² — суходіл та 0,06 км² — водойми.

## Демографія
Згідно з переписом 2010 року, у переписній місцевості мешкало 911 осіб у 274 домогосподарствах у складі 212 родин. Густота населення становила 89 осіб/км².  Було 303 помешкання (29/км²).
Расовий склад населення:
| - 41,6 % — білих - 9,5 % — чорних або афроамериканців - 1,5 % — корінних американців - 0,3 % — вихідців з тихоокеанських островів - 0,2 % — азіатів - 43,8 % — осіб інших рас |

До двох чи більше рас належало 3,0 %. Частка іспаномовних становила 59,5 % від усіх жителів.
За віковим діапазоном населення розподілялося таким чином: 34,9 % — особи молодші 18 років, 55,0 % — особи у віці 18—64 років, 10,1 % — особи у віці 65 років та старші. Медіана віку мешканця становила 30,7 року. На 100 осіб жіночої статі у переписній місцевості припадало 108,9 чоловіків;  на 100 жінок у віці від 18 років та старших — 105,2 чоловіків також старших 18 років.
Середній дохід на одне домашнє господарство  становив 30 679 доларів США (медіана — 26 146), а середній дохід на одну сім'ю — 43 590 доларів (медіана — 34 643). За межею бідності перебувало 27,3 % осіб, у тому числі 44,0 % дітей у віці до 18 років та 36,7 % осіб у віці 65 років та старших.
Цивільне працевлаштоване населення становило 173 особи. Основні галузі зайнятості: виробництво — 21,4 %, освіта, охорона здоров'я та соціальна допомога — 17,9 %, фінанси, страхування та нерухомість — 12,7 %, транспорт — 12,1 %.